# Bief-du-Fourg
Bief-du-Fourg è un comune francese di 165 abitanti situato nel dipartimento del Giura nella regione della Borgogna-Franca Contea.

## Società

### Evoluzione demografica
Abitanti censiti